# صموئيل ستيفنز
صموئيل ستيفنز (بالإنجليزية: Samuel Stephens)‏ هو سياسي نيوزيلندي، ولد في 1803، وتوفي في 26 يونيو 1855. انتخب عضو مجلس النواب النيوزيلندي.